# Ларг (Ил)
Ларг (фр. Largue) је река у Француској. Дуга је 51 km. Улива се у Ил. 